# Saint François en méditation
Saint François en méditation est un tableau de Caravage, sans doute peint dans les années 1600, redécouvert en 1968 et désormais conservé à la Galerie nationale d'art ancien de Rome. Il en existe une autre version contemporaine très similaire, conservée dans une église romaine et qui pourrait être une copie autographe de Caravage lui-même. Toutefois, de nombreux débats d'attribution et de datation continuent d'agiter la communauté des experts autour de ces deux traitements du même thème.
Le tableau représente François d'Assise, fondateur de l'ordre des Frères mineurs et grande figure de l'Église catholique, en profonde méditation devant un crâne humain qu'il tient à la main. Un grand crucifix est posé devant lui, et le décor très sombre et indistinct focalise toute l'attention du spectateur sur le seul personnage.

## Historique
Ce tableau est retrouvé par la chercheuse Maria Vittoria Brugnoli en 1968 dans l'église San Pietro de Carpineto Romano dans le Latium, avant de rentrer dans les collections nationales de l'Italie. Une copie remarquablement similaire se trouve également dans l'église Santa Maria della Concezione dei Cappuccini de Rome : jusqu'à la redécouverte du tableau de Carpineto, c'est le tableau de Rome qui était considéré comme l'original.
La date précise de création de l’œuvre est sujette à débats, et peut aller par exemple d'environ 1595 pour John T.Spike à 1603 pour Sybille Ebert-Schifferer et jusqu'aux alentours de 1606 — l'année où Caravage doit fuir Rome où il vient de commettre un meurtre — selon le musée romain qui l'abrite. Ces différentes propositions tendent généralement à orienter vers la période romaine de l'artiste, avant son exil vers Naples et Malte où il poursuit et achève ensuite sa carrière ; mais l'hypothèse d'une production en 1606 pourrait correspondre précisément au tout début de cette période d'exil. En effet, au début de l'été 1606 Caravage s'enfuit initialement au sud de Rome, sur les terres de la famille Colonna ; et c'est dans une église de cette région qu'est installé le tableau, possiblement commandé par la famille du cardinal Pietro Aldobrandini (neveu du pape Clément VIII) qui avait fait construire l'édifice.

## Description
Dans la pénombre indistincte de l'ermitage apparaît un faisceau de lumière rasante qui éclaire vivement le profil du saint ermite, agenouillé dans une posture de profonde méditation. Près de lui un crucifix est posé et légèrement surélevé sur une pierre, mais son attention est toute absorbée par la contemplation d'un crâne qu'il tient à la main, « attribut de l'ermite pénitent » selon les termes du chercheur Yuri Primarosa. Conformément à la mystique franciscaine de la pauvreté telle que mise en avant par les tenants de la Réforme catholique, l'habit de bure — rêche, déchiré et rapiécé — est montré de façon très réaliste.
La composition — absolument réduite à l'essentiel — souligne la gravité de la réflexion mystique. Le thème de la méditation de saint François est tout à fait dans l'air du temps, toutefois le choix d'une méditation sur un crâne plutôt que sur un crucifix est assez innovante de la part de l'artiste.